# Montauban-sur-l'Ouvèze
Montauban-sur-l'Ouvèze är en kommun i departementet Drôme i regionen Auvergne-Rhône-Alpes i sydöstra Frankrike. Kommunen ligger i kantonen Séderon som tillhör arrondissementet Nyons. År 2022 hade Montauban-sur-l'Ouvèze 117 invånare.

## Befolkningsutveckling
Antalet invånare i kommunen Montauban-sur-l'Ouvèze:
| Befolkningsutvecklingen i Montauban-sur-l'Ouvèze 1968–2008 | Befolkningsutvecklingen i Montauban-sur-l'Ouvèze 1968–2008 | Befolkningsutvecklingen i Montauban-sur-l'Ouvèze 1968–2008 | Befolkningsutvecklingen i Montauban-sur-l'Ouvèze 1968–2008 | Befolkningsutvecklingen i Montauban-sur-l'Ouvèze 1968–2008 |
| ---------------------------------------------------------- | ---------------------------------------------------------- | ---------------------------------------------------------- | ---------------------------------------------------------- | ---------------------------------------------------------- |
|                                                            |                                                            |                                                            |                                                            |                                                            |
| År                                                         |                                                            |                                                            | Folkmängd                                                  |                                                            |
| 1968                                                       | 1968                                                       |                                                            | 140                                                        |                                                            |
| 1975                                                       | 1975                                                       |                                                            | 92                                                         |                                                            |
| 1982                                                       | 1982                                                       |                                                            | 80                                                         |                                                            |
| 1990                                                       | 1990                                                       |                                                            | 81                                                         |                                                            |
| 1999                                                       | 1999                                                       |                                                            | 85                                                         |                                                            |
| 2008                                                       | 2008                                                       |                                                            | 116                                                        |                                                            |